# Phil Plait
Philip Cary Plait (även känd som The Bad Astronomer) är en amerikansk astronom, vetenskapsförfattare och skeptiker som driver astronomisidan BadAstronomy.com. Han arbetade på fysik- och astronomiavdelningen på Sonoma State University fram till 2007, då han började skriva på heltid. Plait var ordförande för den skeptiska organisationen James Randi Educational Foundation från 2008 till 2010.

## Biografi
Plait växte upp i Washington, D.C., och intresserade sig tidigt för astronomi när hans far köpte hem ett billigt teleskop när han fyra eller fem år gammal. När han var 14 år sparade Plait ihop pengar för ett 10''-teleskop, som inspirerade honom vidare att söka en karriär inom astronomin.
Plait blev fil. dr i astronomi vid University of Virginia 1994 med en avhandling om supernovan 1987A som han studerade med hjälp av bland annat Hubbleteleskopet. Han arbetade därefter med COBE-satelliten och därefter med STIS på rymdteleskopet Hubble i fem år. 
1998 startade Plait webbsidan www.badastronomy.com, där han gǻr igenom olika typer av pseudovetenskaplig astronomi som astrologi och konspirationsteorierna om månlandningarna. Sidan ledde till en bok med samma namn, som gavs ut 2002. 2007 sade Plait upp sig från Sonoma State University, där han arbetat på fysik- och astronomiavdelningen, för att skriva sin andra bok Death from the Skies!, som släpptes 2008. I boken går han igenom olika sätt som mänskligheten kan skadas eller slås ut av astronomiska händelser som meteoritnedslag eller solar flares.
I augusti 2008 år blev Plait ordförande för den skeptiska organisationen James Randi Educational Foundation, som tidigare letts av grundaren James Randi sedan 1996. Plait höll positionen fram till 1 januari 2010, då han efterträddes av D. J. Grothe.
Plait bor för närvarande i Boulder, Colorado och skriver på fulltid.

## Privatliv
Plait är gift och har en dotter.

## Erkännande
- Hans blogg BadAstronomy.com blev delvinnare i kategorin "best science blog" (bästa vetenskapsblogg) i 2007 års Weblog Awards.[7]
- Hans blogg BadAstronomy.com blev en av Time.coms 25 bästa bloggar 2009[8]
- I mars 2008 fick Plait en asteroid uppkallad efter sig, 165347 Philplait, som upptäcktes år 2000 av Jeffrey S. Medkeff.[9]